# ريجنالد فوستر
ريجنالد فوستر (بالإنجليزية: Reginald Foster)‏ هو قسيس أمريكي، ولد في 14 نوفمبر 1939 في ميلواكي في الولايات المتحدة.

## وصلات خارجية
- ريجنالد فوستر على موقع IMDb (الإنجليزية)
- ريجنالد فوستر على موقع قاعدة بيانات الفيلم (الإنجليزية)